# 광평동
광평동(廣坪洞)은 대한민국 경상북도 구미시 중부에 위치한 동이다.

## 유래
광평이라는 지명은 옛날 마을 양쪽 산에 소나무가 많다 하여 '산솔'이라 불리다가, 그 후 마을 앞에 '넓은 들'이 있다하여 '광평'이라 부르게 되었다고 한다. 그리고 다송(2통)은 약 400여년전 전주 이씨가 이주하여 살면서 주위에 소나무가 많아 '다송'(多松)이라 하였고, 새터(3통)는 약 300여년전 전주이씨가 터를 잡아 형성된 마을로 살구 나무가 많아 새봄마다 살구꽃이 아름답게 핀다고 하여 '화신'(花新)이라고 하였으며 '새롭게 생긴 마을'이라하여 '새터'라고도 하였다.

## 역사
- 1977년 2월 15일 : 경상북도 구미지구출장소 광평지소가 설치
- 1978년 2월 15일 : 구미시 승격으로 광평동 설치

## 교육 기관
- 광평초등학교
- 광평중학교
- 금오고등학교